# سدیم هیدروسولفید
سدیم هیدروسولفید (به انگلیسی: Sodium hydrosulfide) با فرمول شیمیایی NaHS یک ترکیب شیمیایی با شناسه پاب‌کم ۲۸۰۱۵ است. که جرم مولی آن 56.063 g/mol می‌باشد. شکل ظاهری این ترکیب، جامد سفید آب شونده است.